# Ophrynia superciliosa
Ophrynia superciliosa är en spindelart som beskrevs av Rudy Jocqué 1981. Ophrynia superciliosa ingår i släktet Ophrynia och familjen täckvävarspindlar.
Artens utbredningsområde är Malawi. Inga underarter finns listade i Catalogue of Life.